# شوكيات الجلد الهائمات
شوكيات الجلد الهائمات (الاسم العلمي: Eleutherozoa)، شُعيبة حيوانات بحرية من شوكيات الجلد.